# Nadia Nojarova
Nadia Mateeva Nojarova, de asemenea cunoscută drept Contesa Nadia de Navarro Farber (n. 21 noiembrie 1916, Pleven, Regatul Bulgariei – d. 18 aprilie 2014, Long Island, New York, SUA) a fost o cântăreață bulgară de operetă, actriță, antreprenoare, filantropă și contesă spaniolă.

## Biografie

### Cariera
Nadia Nojarova s-a născut la Plevna, pe 21 noiembrie 1916. Tatăl ei era comerciant de materiale electrice. A studiat la Școală Americană de fete din Loveci, apoi a revenit la Plevna și și-a început cariera la teatrul de operetă „Angel Sladkarov” cu care a plecat în turneu prin Bulgaria. După desființarea grupului de teatru, ea a jucat la teatrele „Odeon” și „Bulgaria”. S-a mutat în Germania, unde a făcut canto. După ce s-a întors în Bulgaria ea a jucat în filmul „Izpitanie” (Procesul), în 1942.
A murit pe 18 aprilie 2014, în Long Island.

### Familia
După ce a început să joace la teatrul de operetă „Angel Sladkarov" în 1936, s-a îndrăgostit de regizorul acestuia, Angel Sladkarov, cu care s-a căsătorit câteva zile mai târziu la mănăstirea Troian. În 1940 au divorțat și s-a căsătorit cu contele spaniol de Navarro, un diplomat de la Vatican, căsătorie în urma căreia a primit titlul de „contesă”. Ei au trăit în Monte Carlo.
După moartea soțului ei, în 1949, s-a mutat în Statele Unite ale Americii și în 1953 s-a căsătorit cu Sid Farber, care deținea o clădire și o companie imobiliară. Cuplul și-a construit o casă de vacanță în stil maur, sub formă de castel la St Croix în Insulele Virgine Americane. După decesul său în 1985, a moștenit averea și s-a căsătorit cu Iuri Farber, cu care a rămas căsătorită până la moartea sa în 2014.

### Filantropie
A primit numeroase premii pentru acțiunile sale caritabile. A susținut de mai multe organizații care ajutau imigranții evrei și venezueleni: Crucea Roșie din Monaco, Spitalul American din Paris, și spitalul Prințesei Grace din Monaco, dar și orfelinate precum Orfelinatul pentru băieți din Atena sau Orfelinatul din Veneția.

## Galerie

Imagini cu Nadia Nojarova din 1942. Sursă: Agenția de Stat a Arhivelor din Bulgaria
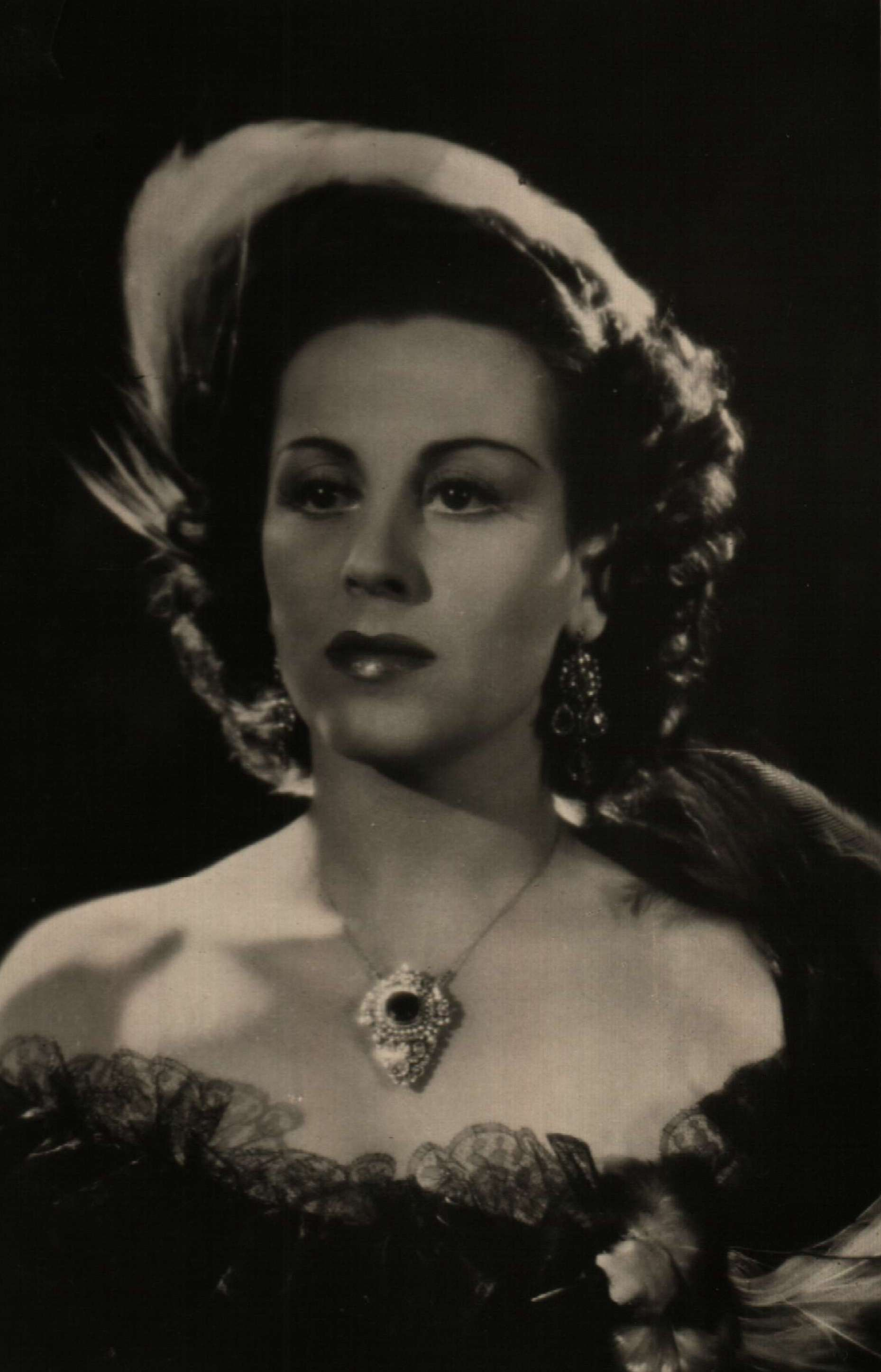
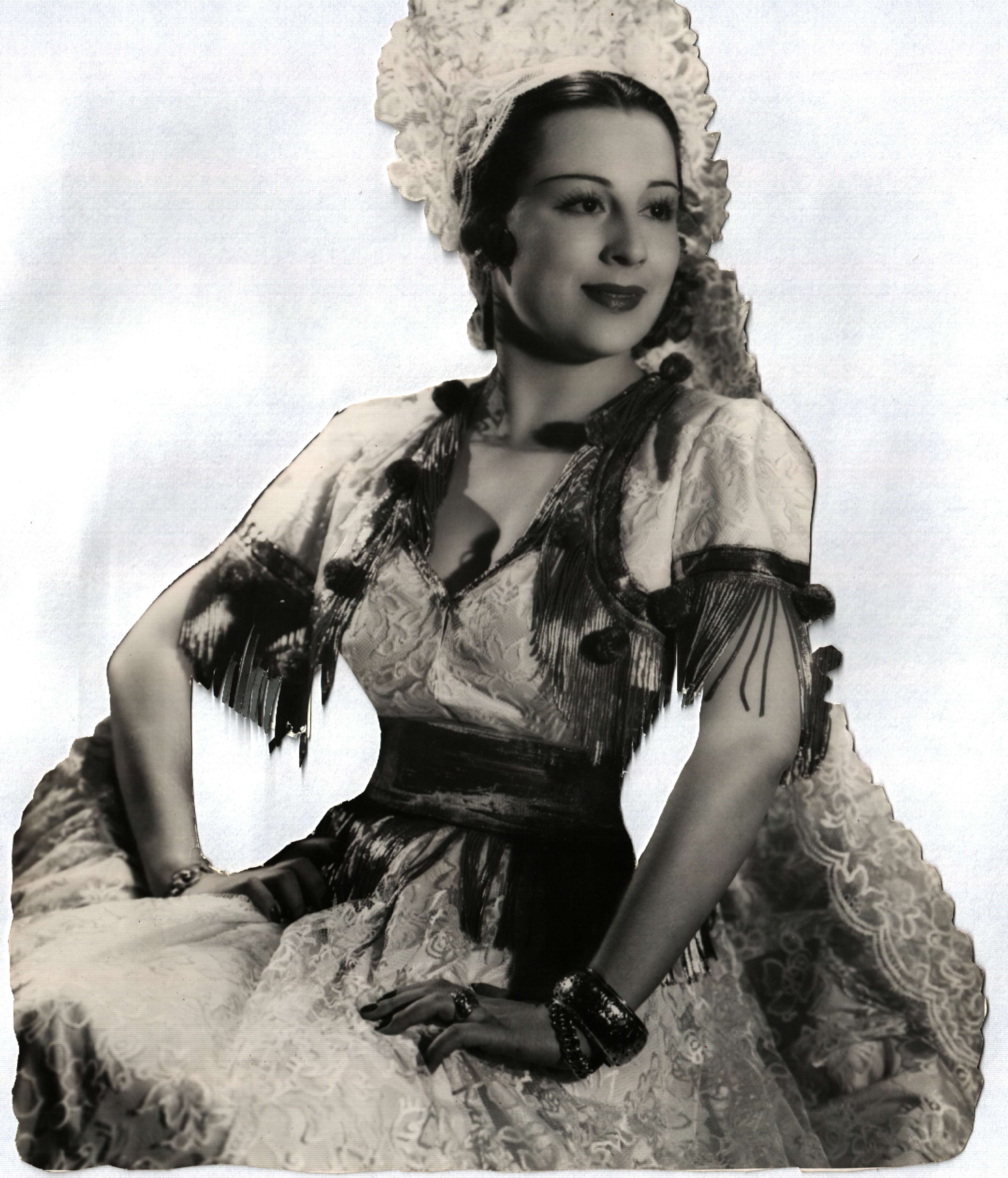
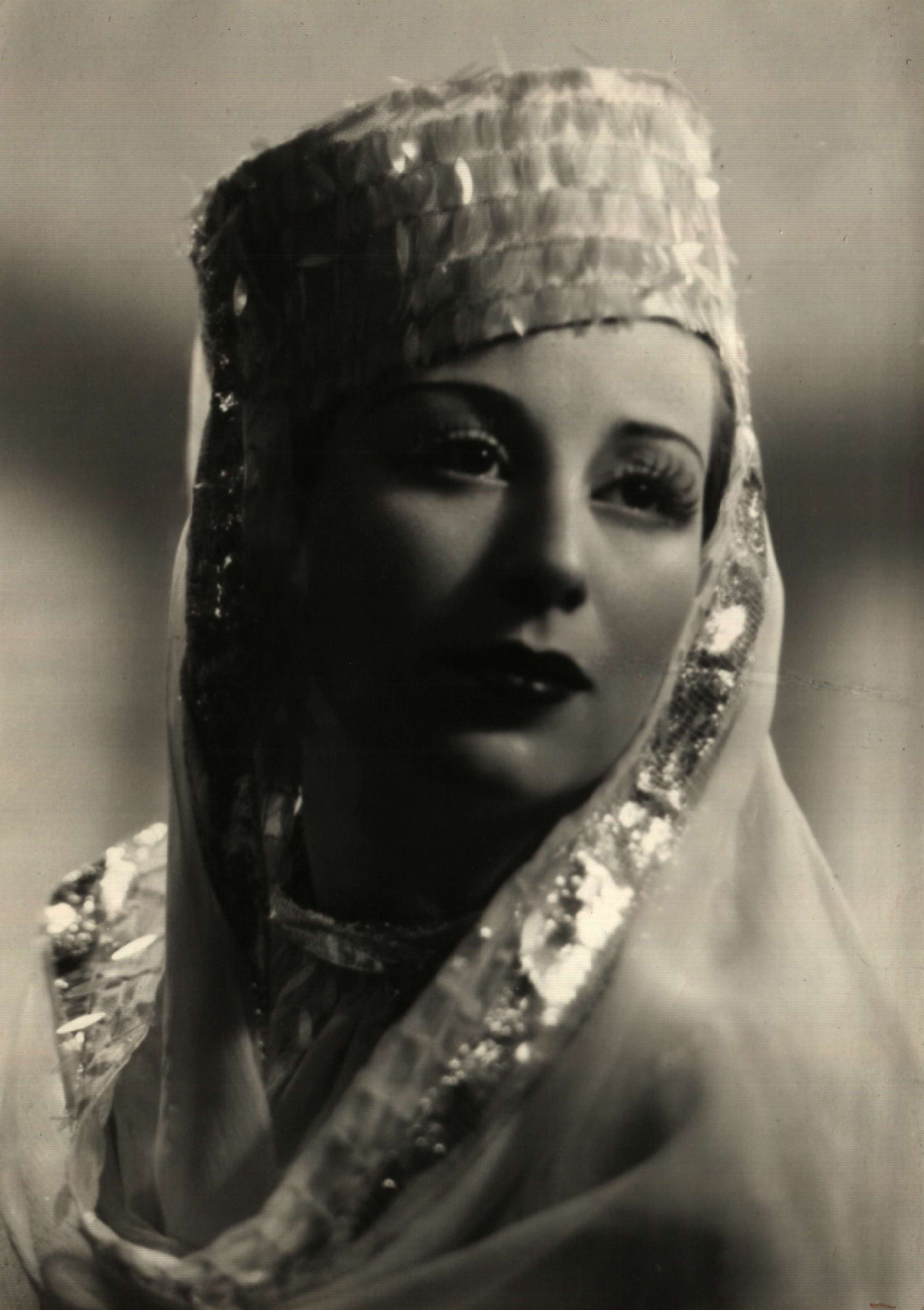
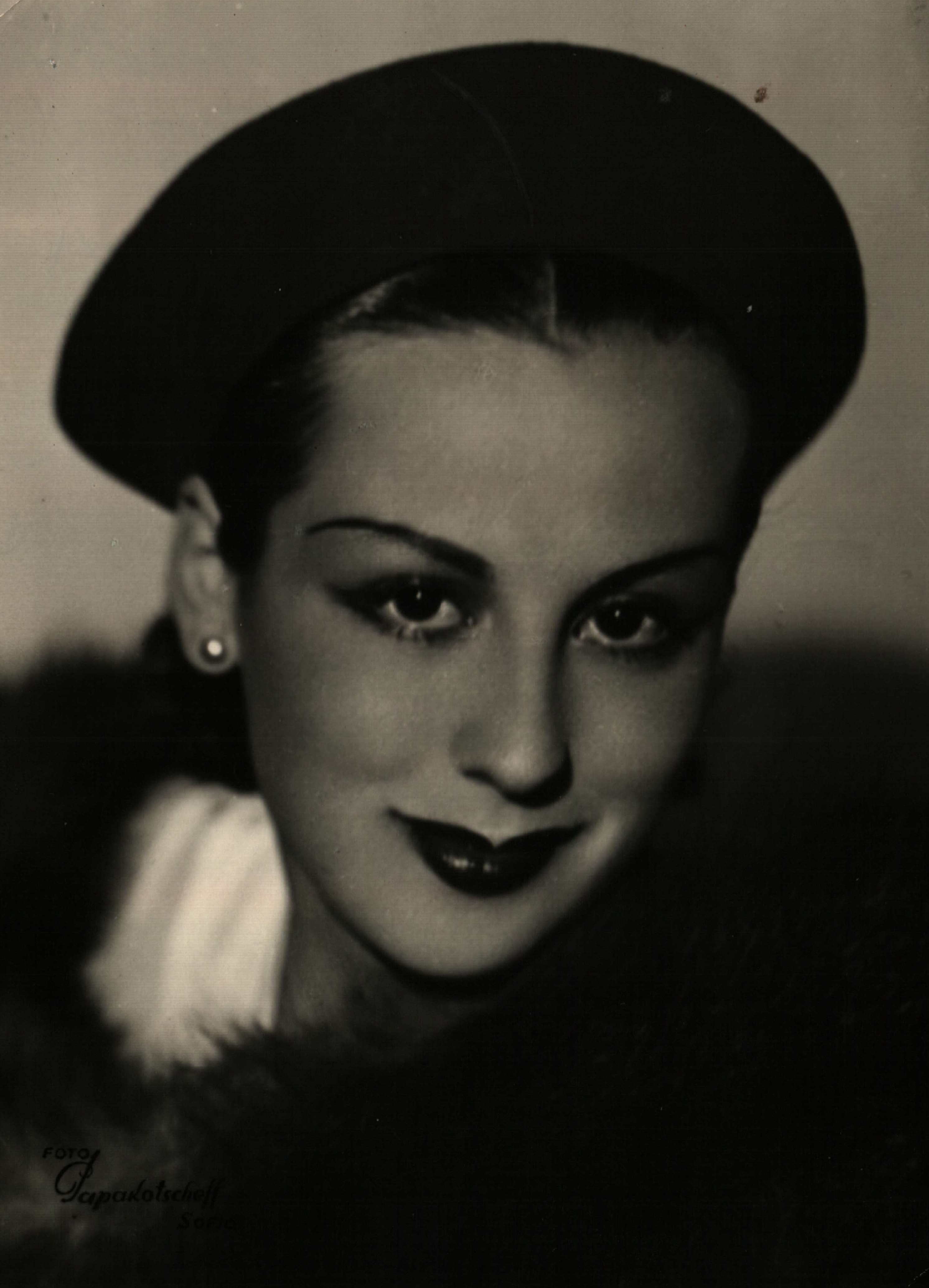
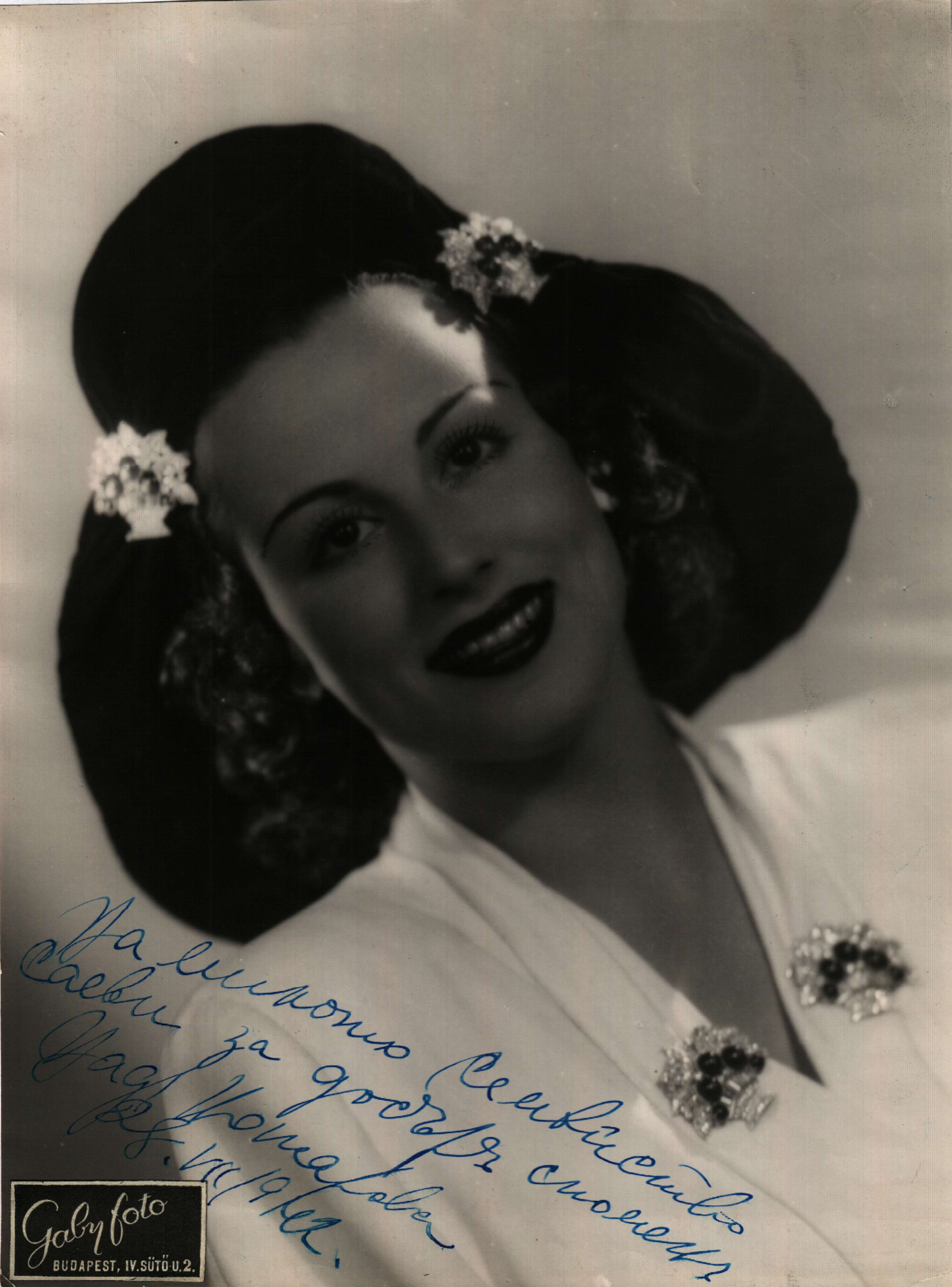
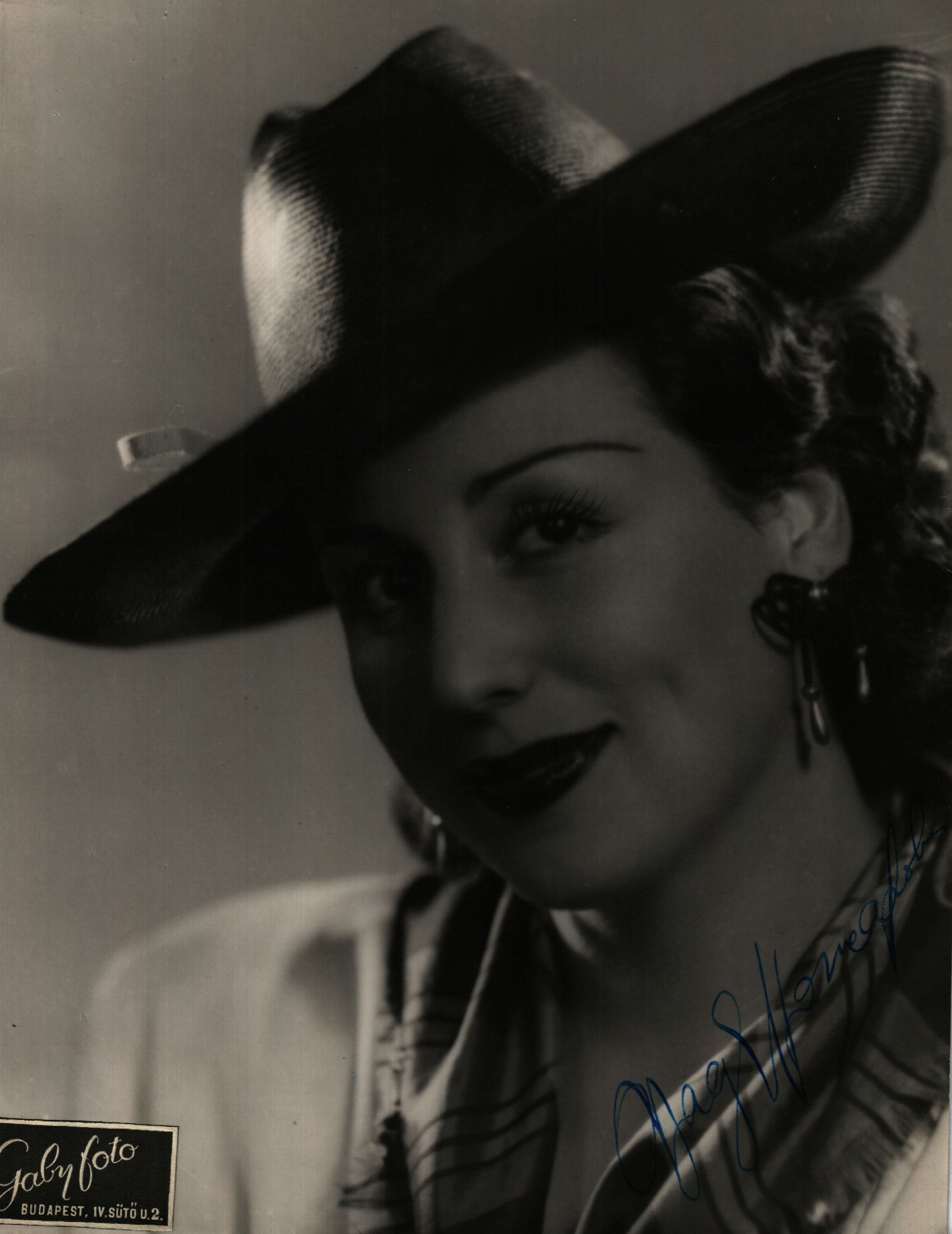
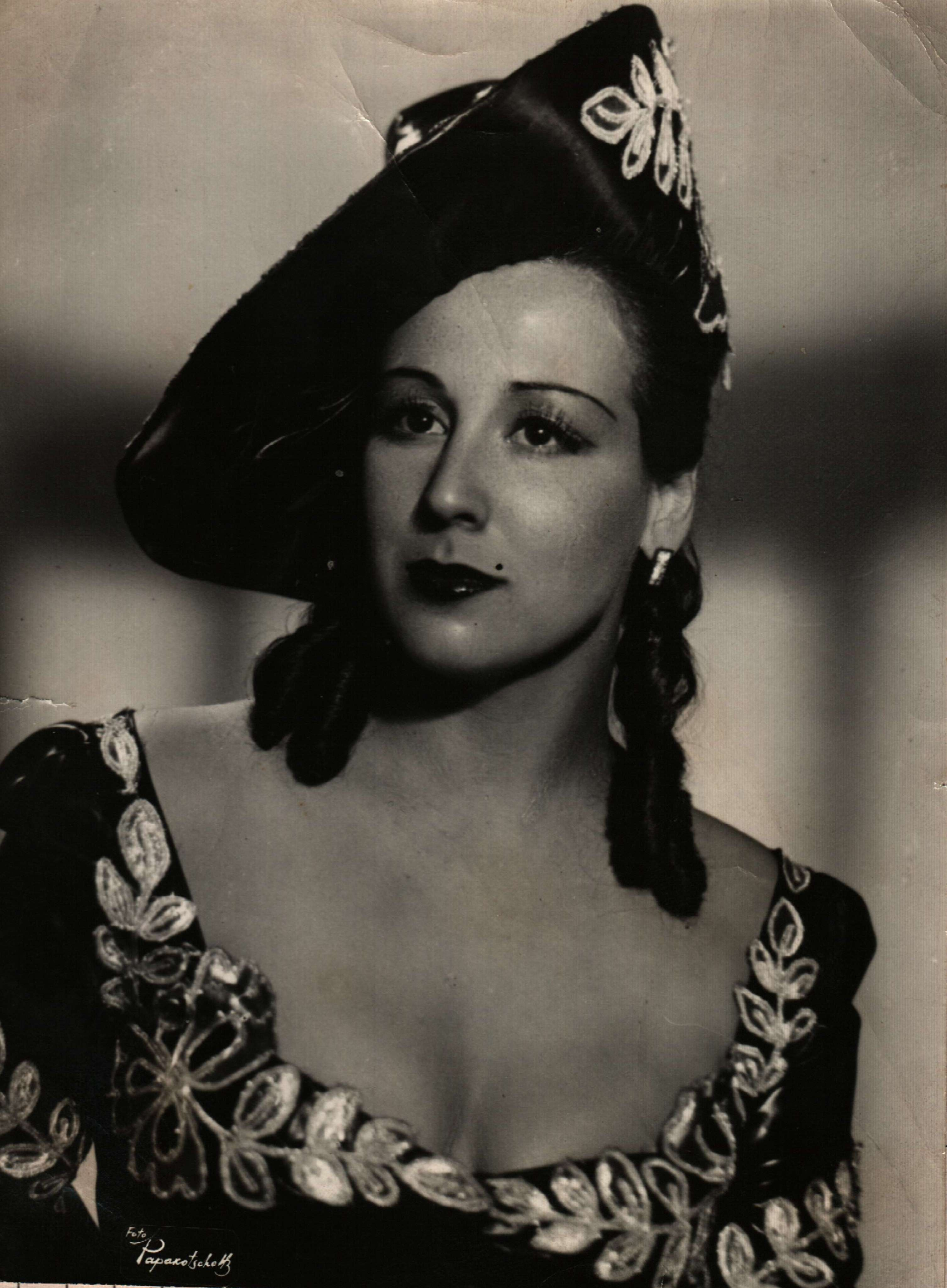

Imagini cu Nadia Nojarova de la realizarea filmului Izpitanie
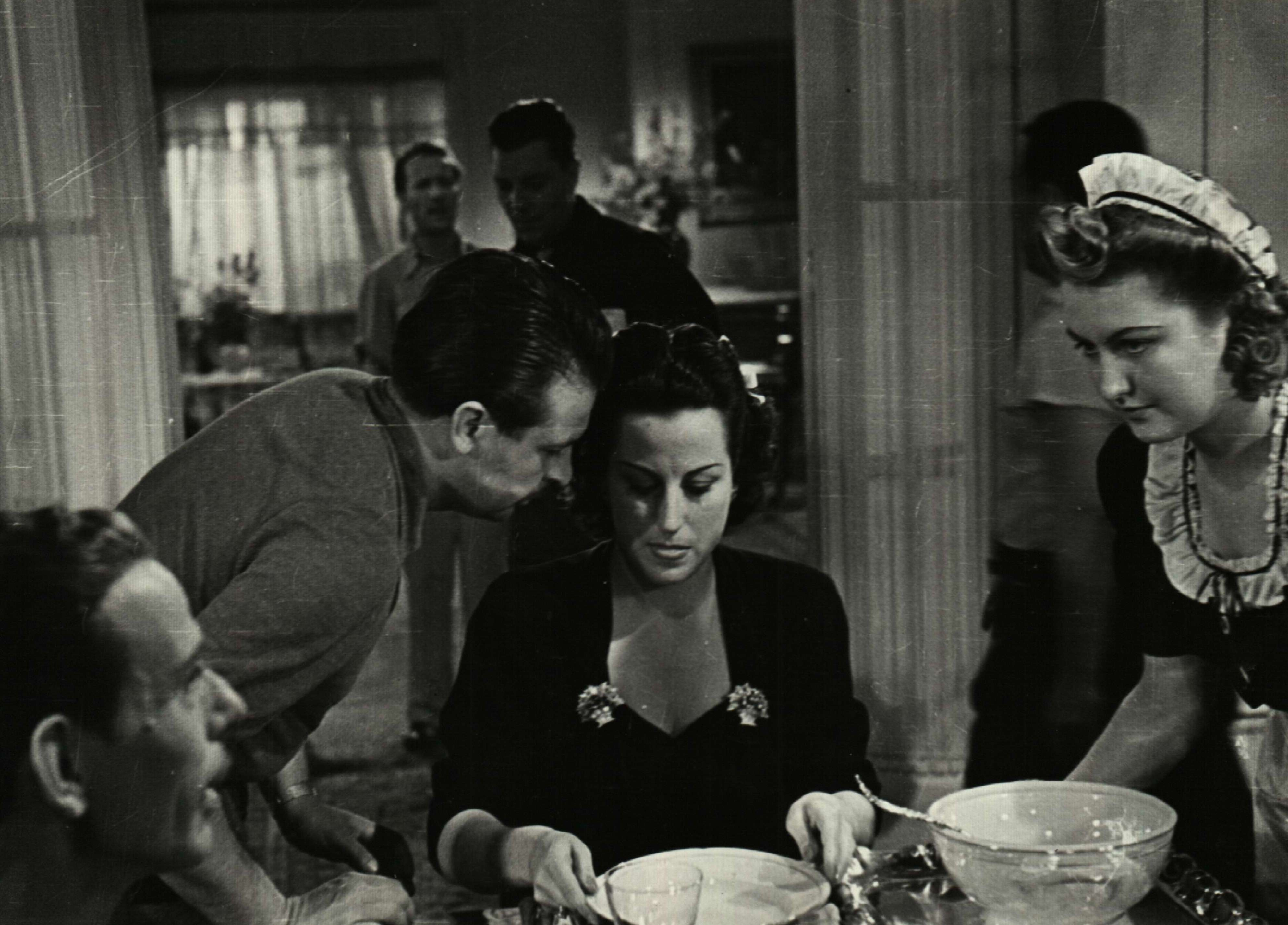
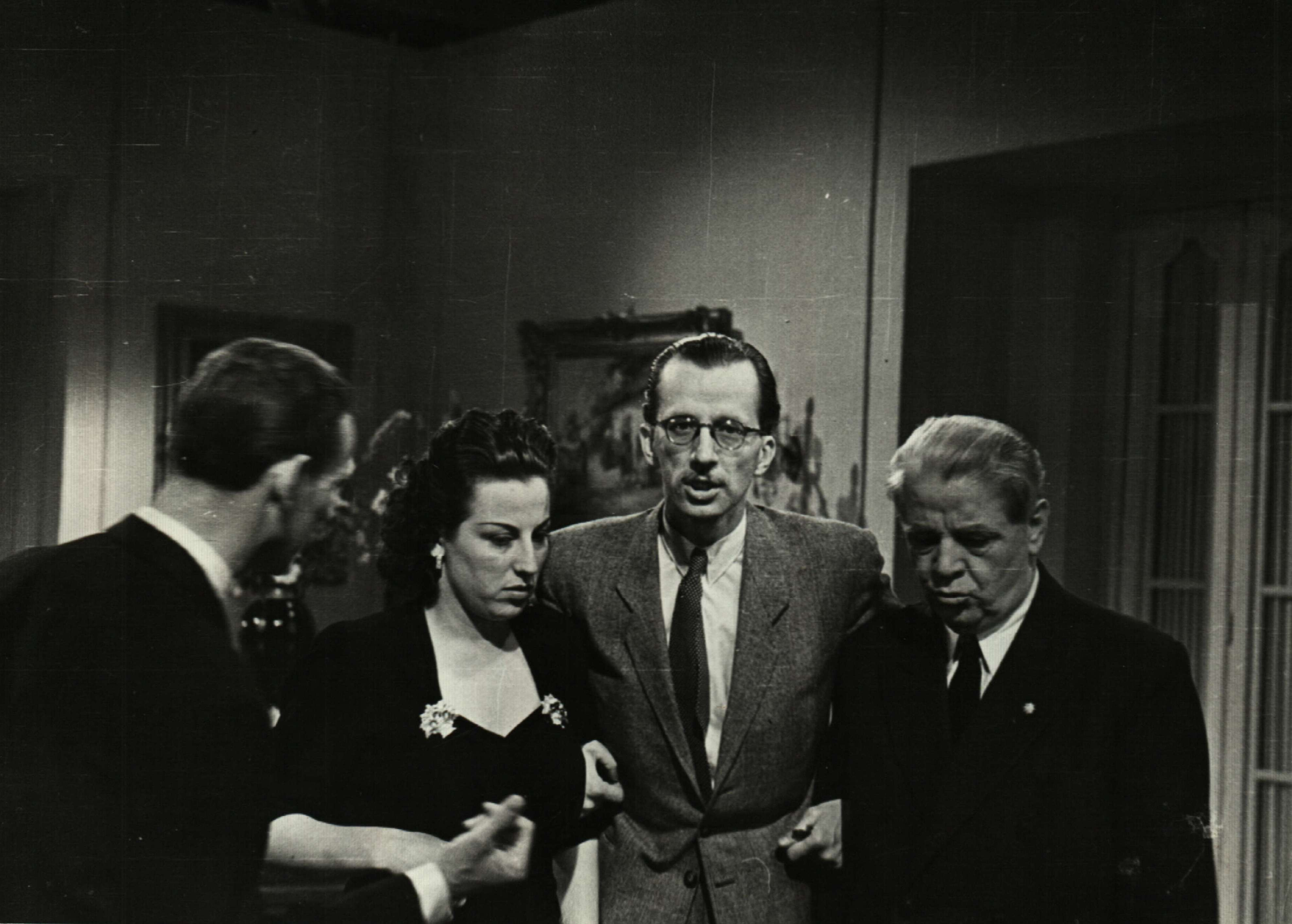
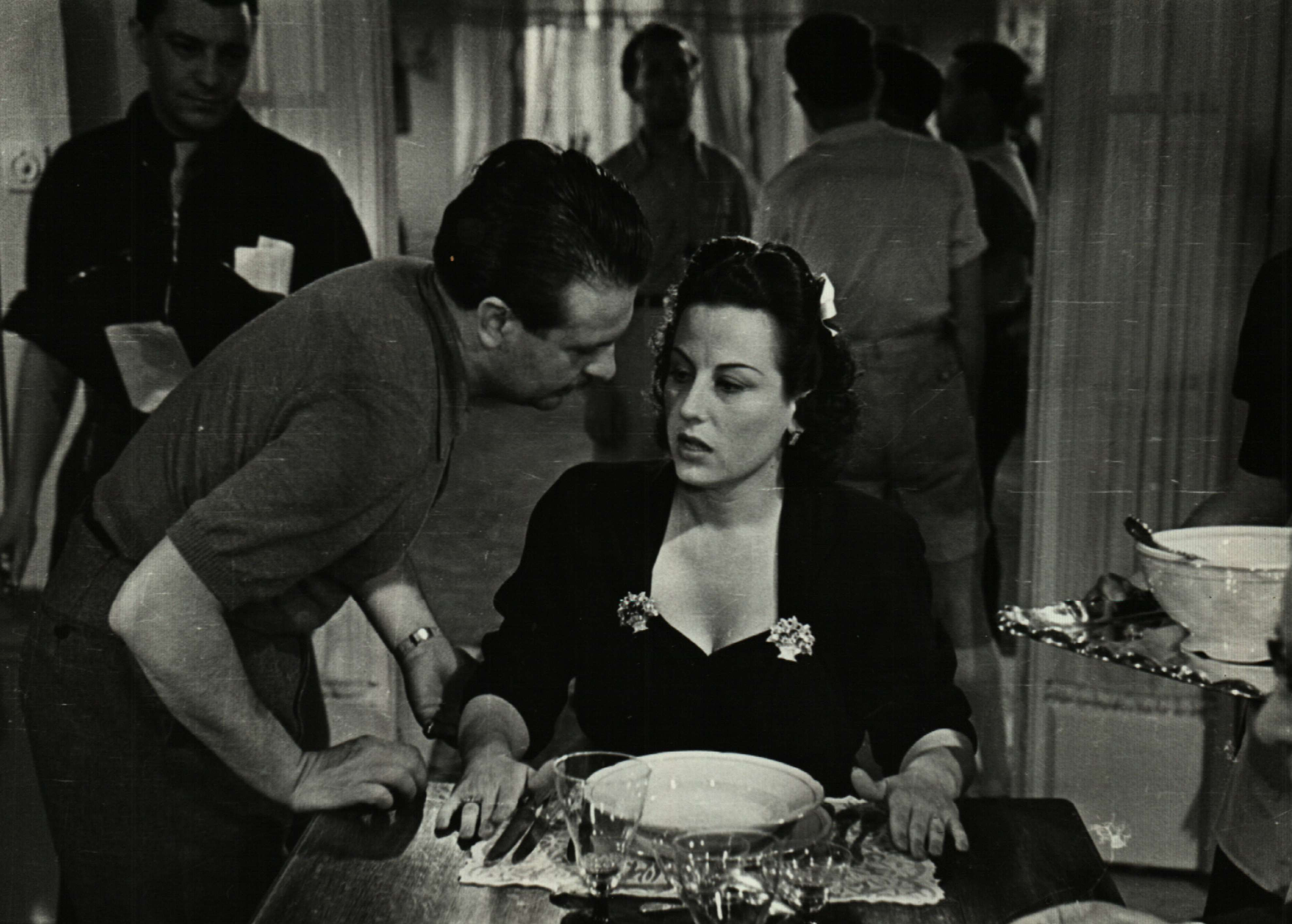
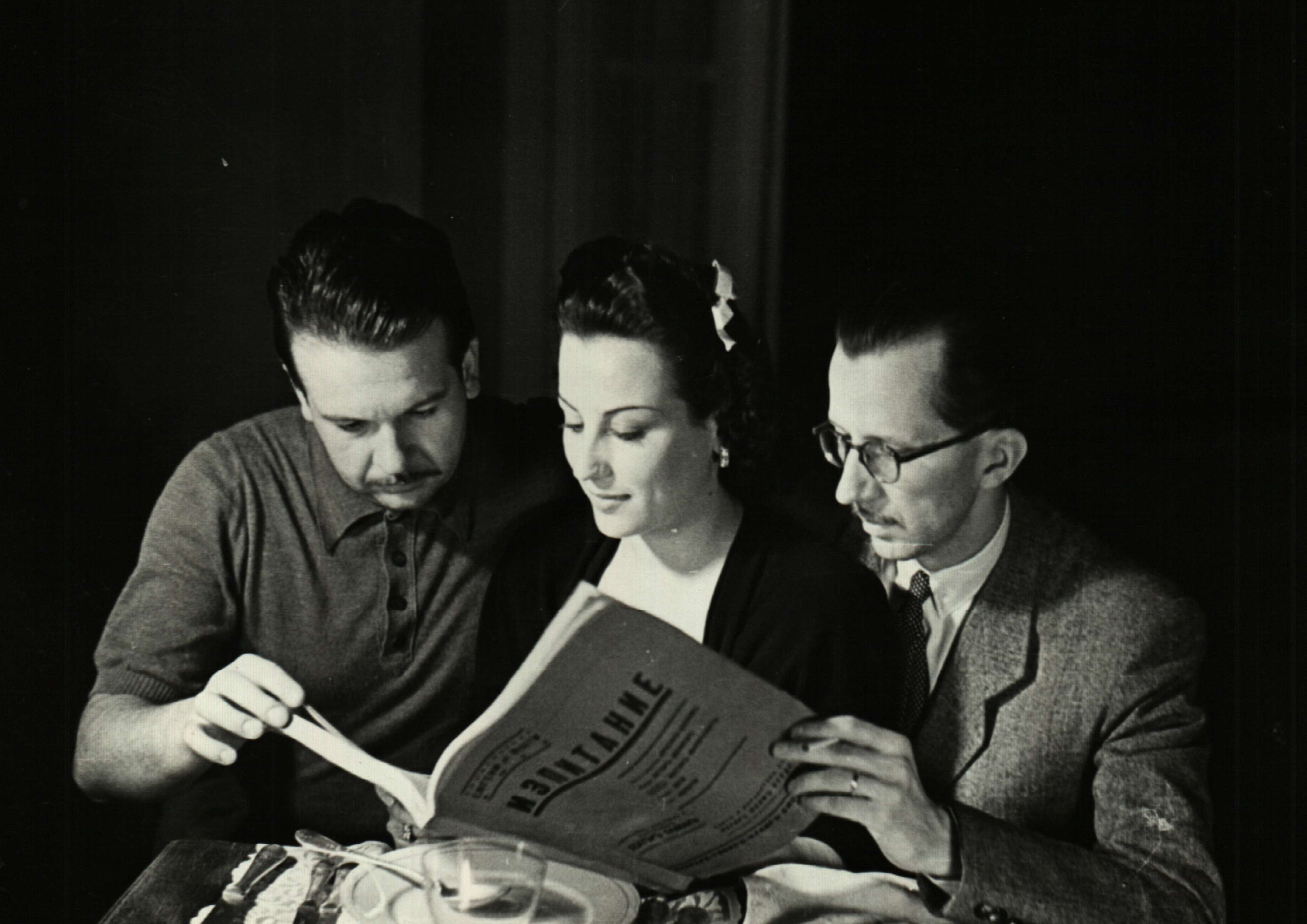